# ژ. -اچ. روسنی انه
ژ. -اچ. روسنی انه (انگلیسی: J. -H. Rosny aîné؛ ۱۷ فوریهٔ ۱۸۵۶ – ۱۱ فوریهٔ ۱۹۴۰) مؤلف اهل بلژیک بود.
وی همچنین برندهٔ جوایزی همچون لژیون دونور (افسر بزرگ) شده است.
او نویسنده کتاب در جستجوی آتش است.